# Edmond de Perre-Montigny

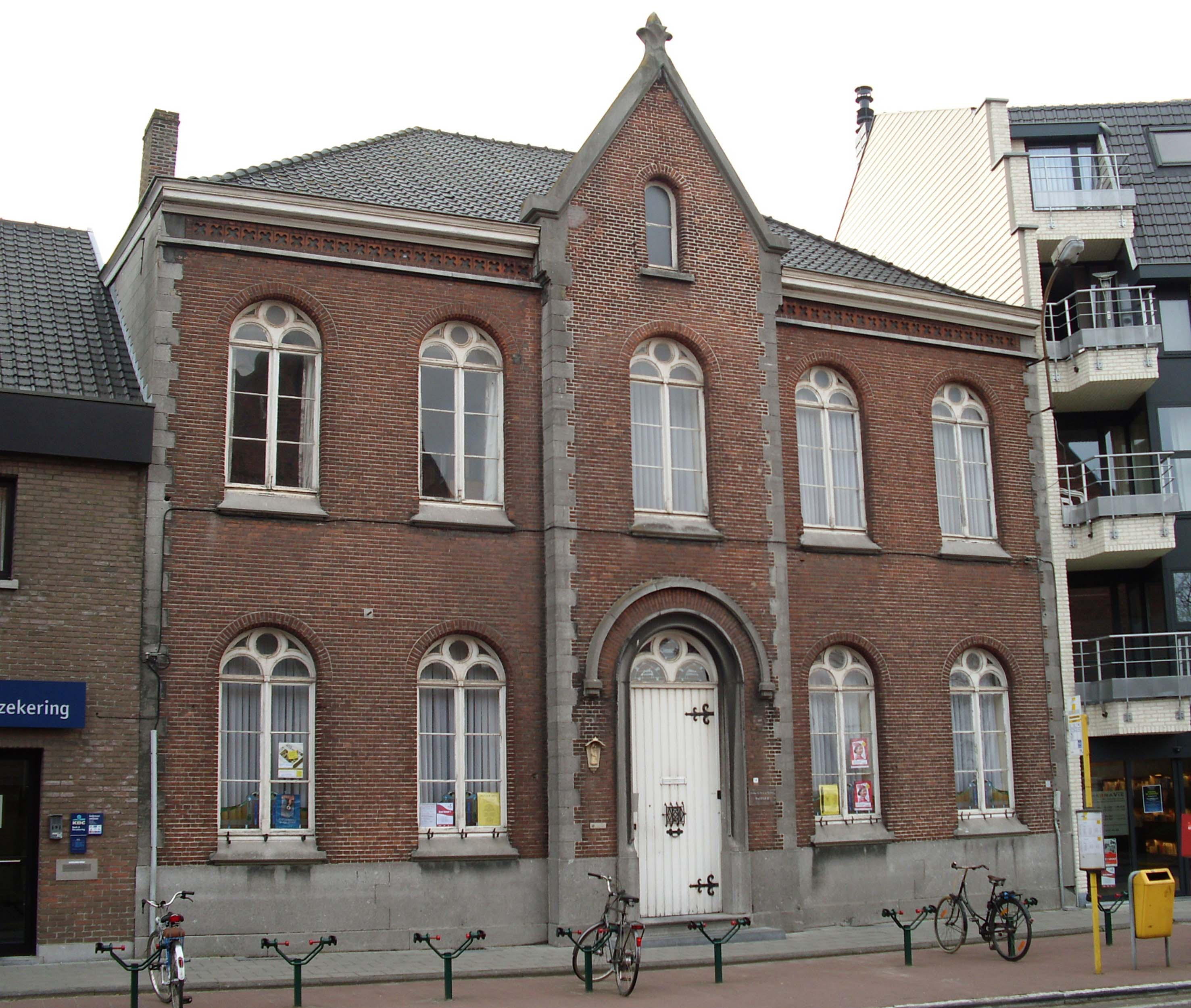
De pastorie van Assenede (1871)

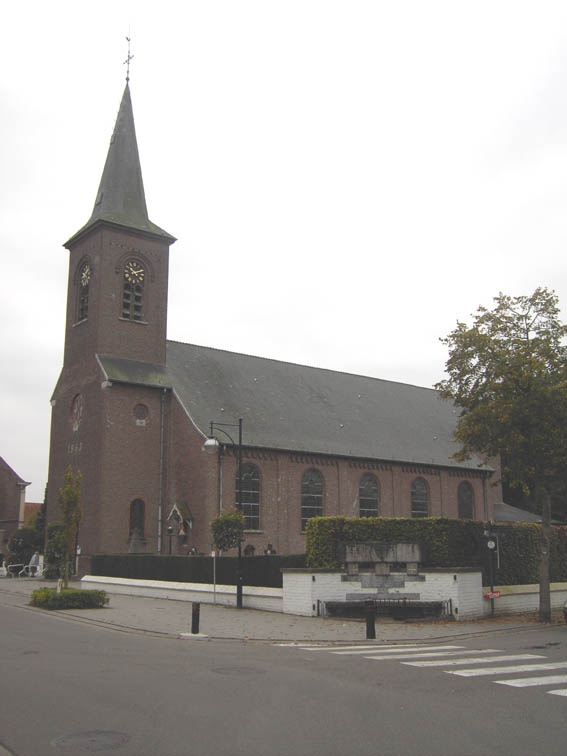
De kerk van Kleit (1859-1863)

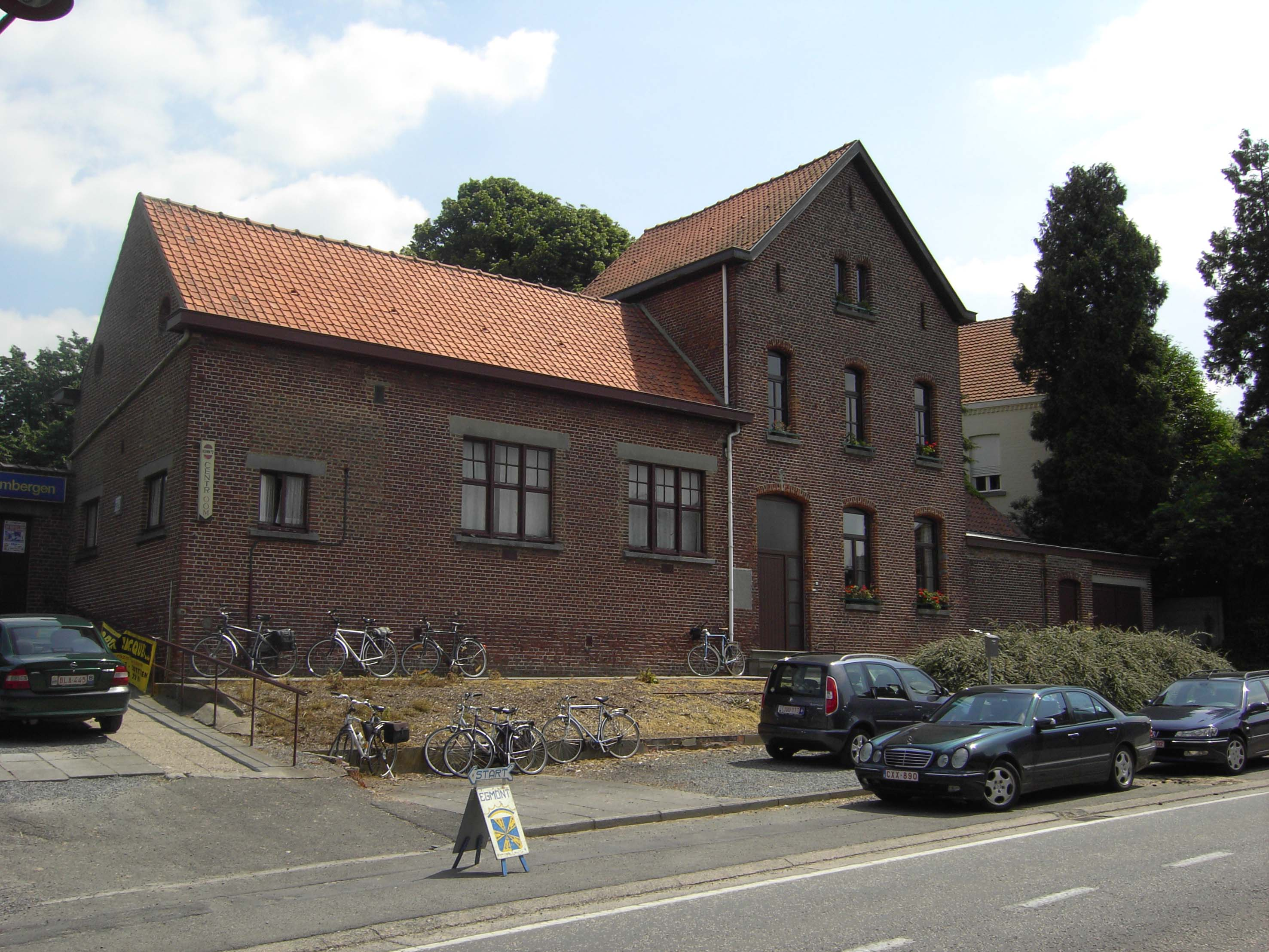
Voormalig gemeentehuis van Oombergen (1875)

Edmond de Perre-Montigny (Gent, 14 maart 1826 – aldaar, 27 februari 1895) was een Belgisch architect, die vooral actief was in de provincie Oost-Vlaanderen.
Daar kreeg hij tal opdrachten, zowel voor religieuze als voor profane gebouwen. Hij tekende zowel in neogotisch, neoromaans als eclectische - maar toch voor hem herkenbare - stijl.

## Werken

### Burgerlijke gebouwen
- Gemeentehuis, later Volkskliniek, Zelzate
- Bibliotheek en gemeentelijk jongensschool - Kaprijke
- Gemeenteschool, gemeentehuis en dorpspomp - Bassevelde
- Gemeenteschool met schoolhuis- nu gemeentelijke bibliotheek en tekenacademie - Massemen.
- Schoolhuis - Schellebelle
- Gemeentelijke jongensschool met onderwijzerswoning - Berlare
- Postkantoor, gemeenteschool - Gijzenzele.
- Burgerhuis, gemeenteschoolhuis - Denderbelle
- Gemeentehuis, school en woning: nu politiebureel - Burcht.
- Gemeentehuis - Oombergen
- Gemeentehuis - Stekene
- Pastorie - Strijpen
- Pastorie - Beerlegem
- Pastorie - Schorisse
- Pastorie - Assenede
- Pastorie - Sint-Denijs-Boekel
- Pastorie - Mendonkdorp
- Gemeentehuis - Tielrode
- Voormalig gemeentelijk complex met gemeentehuis, school en woning van de onderwijzer - Astene
- Gemeenteschool en schoolhuis - Sint-Blasius-Boekel
- Armenhuis - Asper

### Parochiekerken
- Parochiekerk Sint-Martinus - Balegem
- Parochiekerk Heilig Kruis - Boekhoute
- Parochiekerk Onze-Lieve-Vrouw - Doorslaar - Eksaarde
- Parochiekerk Onze-Lieve-Vrouw-Geboorte en Sint-Jozef - Elene
- Parochiekerk Onze-Lieve-Vrouw-Hemelvaart - Herdersem
- Parochiekerk Sint-Amandus - Heldergem
- Parochiekerk Sint-Vincentius - Kleit - Maldegem
- Parochiekerk Sint-Lievenkerk (Ledeberg) - Ledeberg
- Parochiekerk Onze-Lieve-Vrouw - Melsele
- Parochiekerk Sint-Pietersbanden - Merelbeke
- Parochiekerk Sint-Bonifatius - Munte
- Parochiekerk Sint-Cornelius - Ruien
- Parochiekerk Sint-Egidius - Sint-Gillis-Waas
- Parochiekerk Sint-Margareta - Sint-Margriete
- Parochiekerk Sint-Laurentius - Zelzate
- Parochiekerk Sint-Stephanus-Vinding - Zonnegem
- Sint-Bavokerk - Baaigem
- Sint-Bonifatiuskerk - Munte